# Lactarius flexuosus
Lactarius flexuosus (Christian Hendrik Persoon, 1801 ex Samuel Frederick Gray, 1821), sin. Lactarius umbrinus (Jean-Jacques Paulet, 1793 ex Elias Magnus Fries, 1838), este o specie de ciuperci necomestibile din încrengătura Basidiomycota, în familia Russulaceae și de genul Lactarius. O denumire populară nu este cunoscută. Acest burete destul de răspândit coabitează, fiind un simbiont micoriza (formează micorize pe rădăcinile arborilor). În România, Basarabia și Bucovina de Nord trăiește solitar sau în grupuri mici pe mușchi sau prin iarbă, în păduri de conifere sub brazi, molizi și pini, uneori și în cele mixte, acolo, de asemenea în simbioză cu fagi, mesteceni sau plopi. Uneori se dezvoltă și la marginea pădurilor sau în parcuri, preferând un sol moderat uscat, sărac în nutrienți și acru. Apare de la câmpie la munte, din iulie până în octombrie (noiembrie).

## Taxonomie

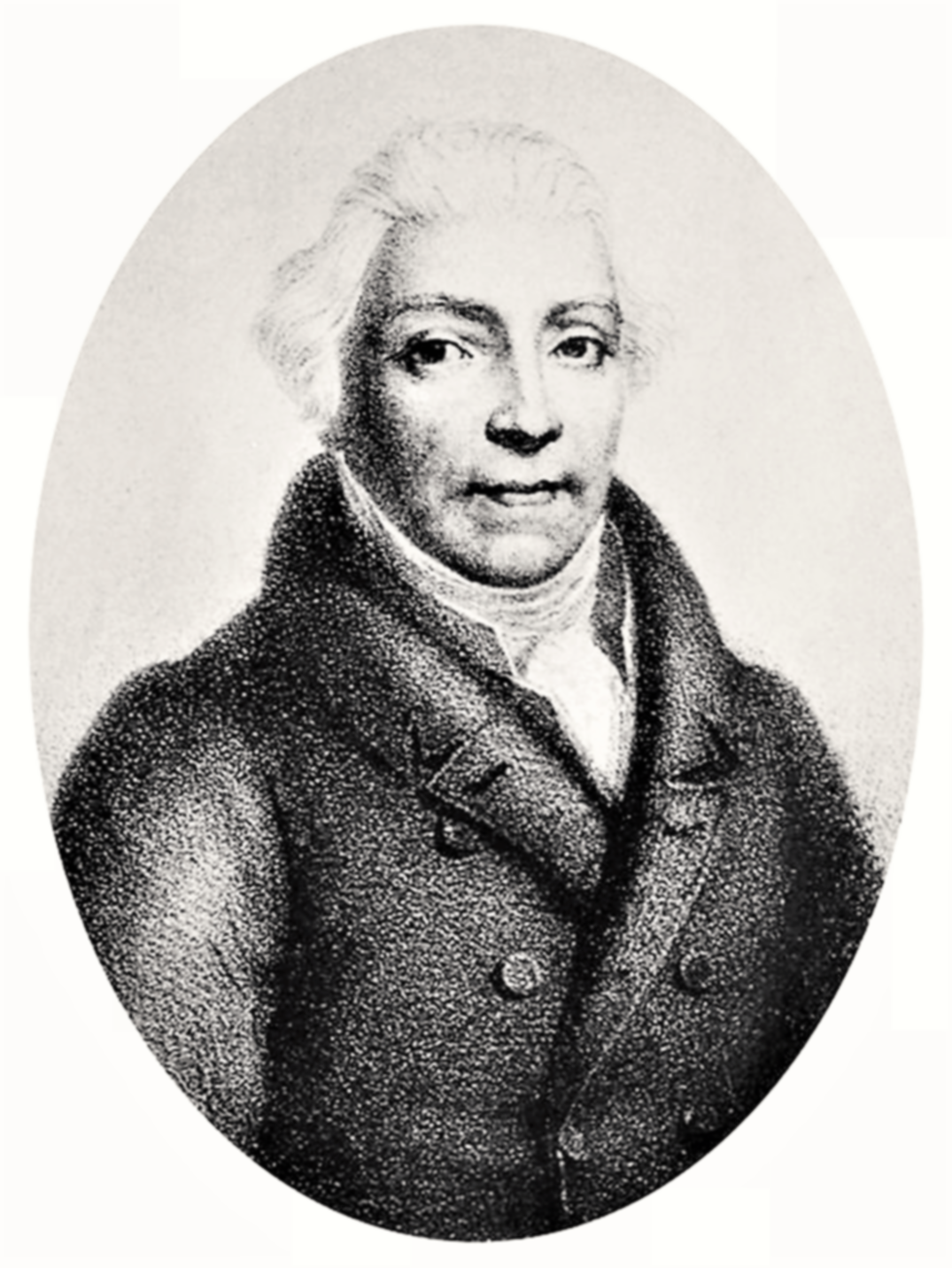
Jean-Jacques Paulet

Primul care a descris specia drept Hypophyllum umbrinum a fost botanistul francez Jean-Jacques Paulet în volumul 2 al lucrării sale Traité des champignons din 1793. În urmă, câțiva micologi au schimbat numele generic, referindu-se la el, ca de exemplu Elias Magnus Fries cu Lactarius umbrinus (1838), Paul Kummer cu Galorrheus umbrinus (1871) sau Otto Kuntze cu Lactifluus umbrinus (1891).
Dar numele binomial hotărât este Agaricus flexuosus, determinat de savantul bur Christian Hendrik Persoon în volumul 2 al operei sale Synopsis methodica Fungorum din 1801, transferat în 1821 corect la genul Lactarius sub păstrarea epitetului de către micologul englez Samuel Frederck Gray, de verificat în volumul 1 al lucrării sale principale A natural arrangement of British plants, Editura Baldwin, Cradock & Joy, Londra 1821 (2 volume) , fiind numele curent valabil (2020).
Dar mai trebuie menționat, că unii micologi s-au referit în cea ce privește actualizarea numelui generic la homonimul Agaricus flexuosus creat de Elias Magnus Fries în 1815, anume Paul Kummer cu Galorrheus flexuosus (1871), Otto Kuntze cu Lactifluus flexuosus (1891).Revisio generum plantarum  sau Rolf Singer cu Lactarius pyrogalus subsp. flexuosus.
Taxonul Lactarius umbrinus se mai găsește în cărți micologice, dar toate celelalte încercări de redenumire, și ele acceptate sinonim, nu sunt folosite.
Epitetul este derivat din cuvântul latin (latină flexus=cocârjat, îndoit, sinuos),  datorită aspectului general al ciupercii mature, în special al marginii pălăriei.

## Descriere
- Pălăria: are un diametru de 5–10 (12) cm, este destul de cărnoasă și robustă, în tinerețe boltită, pentru timp lung cu o margine netedă, ascuțit bordurată și răsfrântă spre picior, devenind apoi din ce în ce mai aplatizată și deformată, adâncită în centru, la bătrânețe în formă aproape de pâlnie precum cu rupturi la marginea atunci întinsă și strâmbată neregulat. Cuticula este netedă și lucioasă, uscată, dar pe vreme umedă unsuros-lipicioasă, formând foarte des zone slabe ceva mai închise, orânduite circular. În vârstă apar ocazional solzișori fini în centru. Coloritul variază mult și poate fi gri, slab cenușiu, gri-ocru până ocru, gri-liliaceu, roz-liliaceu sau gri-brun, chiar brun-purpuriu. La tăiere pierde imediat foarte mult suc.

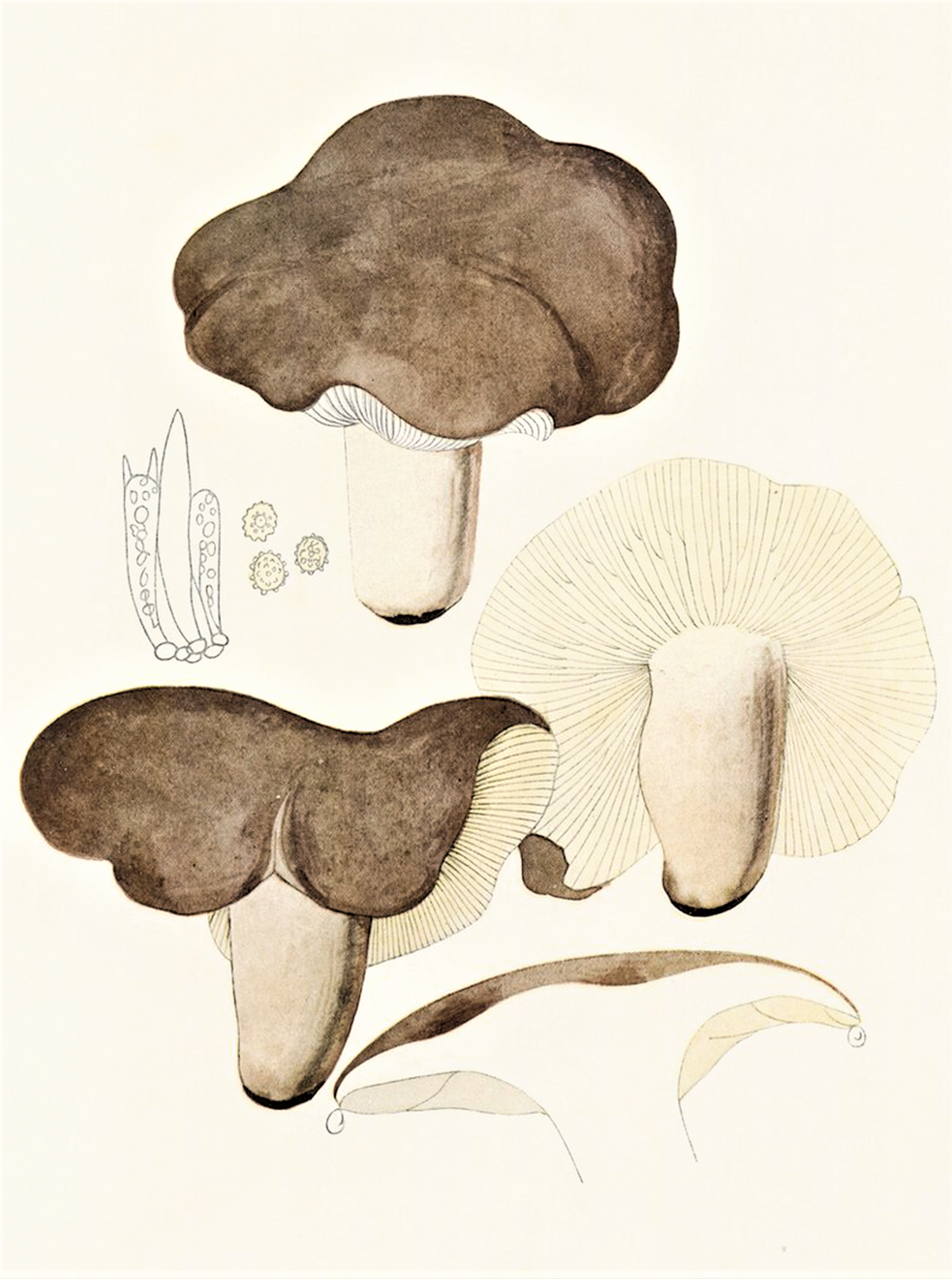
Bres.: Lactarius umbrinus

- Lamelele: sunt aspre, destul de groase, distanțate, bifurcate, ușor arcuite, aderate larg la picior, lungindu-se în vârstă și devenind slab decurente de-a lungul lui, muchiile fiind netede și nu rar slab ondulate. Coloritul este la început crem deschis cu nuanțe de roz, mai târziu ocru-portocaliu, la bătrânețe nu rar chiar ocru-roșiatic.
- Piciorul: are o înălțime de 3-5 (7)cm și o lățime de 1-3,5 cm, este neted, cilindric precum adesea subțiat spre bază, tânăr plin, apoi împăiat și vatos pe dinăuntru, coaja fiind uscată, netedă până fin fibroasă sau slab striată și spre pălărie puțin brumată. Coloritul inițial albicios, cu o tentă de liliaceu deschis, devine apoi slab cenușiu, gri-liliaceu până gri-brun, cu pete ocru-gălbuie spre bază. Nu prezintă un inel.
- Carnea: compactă și fermă este albicioasă până slab crem fără a se decolora la leziune sau tăiere, mirosul fiind aromatic și fructuos, dar gustul imediat extrem de iute. Iuțirea provine de la alcaloidul unei rășini numită piperină.
- Laptele: care curge în abundență este alb și imediat foarte iute, necolorându-se în contact cu aerul sau după  uscare.[3][4]
- Caracteristici microscopice: are spori rotunjori, amiloizi (ce înseamnă colorabilitatea structurilor tisulare folosind reactivi de iod), hialini (translucizi), suprafața fiind presărată cu negi mici turtiți de până la 0,5-1µm într-o rețea incompletă, având o mărime de 9-10 x 7-8 microni. Pulberea lor este crem-gălbuie. Basidiile cu 4, rar cu 2 sterigme fiecare, sunt clavate și măsoară 40-55 x 8-11 microni. Cheilocistide (elemente sterile situate pe muchia lamelor) sunt cilindrice până fusiforme, ascuțite spre vârf asemănător unei lance, cu o mărime de 30-70 x 6-8 microni. Pileocistidele (elemente sterile de pe suprafața pălăriei) formează un strat gros de hife ascendente și împletite cu o dimensiune de 50-100µm, stratul superior de hife (numit ixocutis), late de 2-6 µm, prezintă pereți gelatinoși.[15][16][17]
- Reacții chimice: carnea se colorează cu fenol brun, cu sulfoformol după 30 de minute liliaceu-roșiatic, laptele cu Hidroxid de potasiu repede galben-auriu până ocru-portocaliu, iar carnea galben de sulf, carnea cu guaiacol albăstrui, cu sulfat de fier imediat galben-rozaliu și cu tinctură de Guaiacum peste brun-rozaliu încet deschis gri-verzui.[18][19]

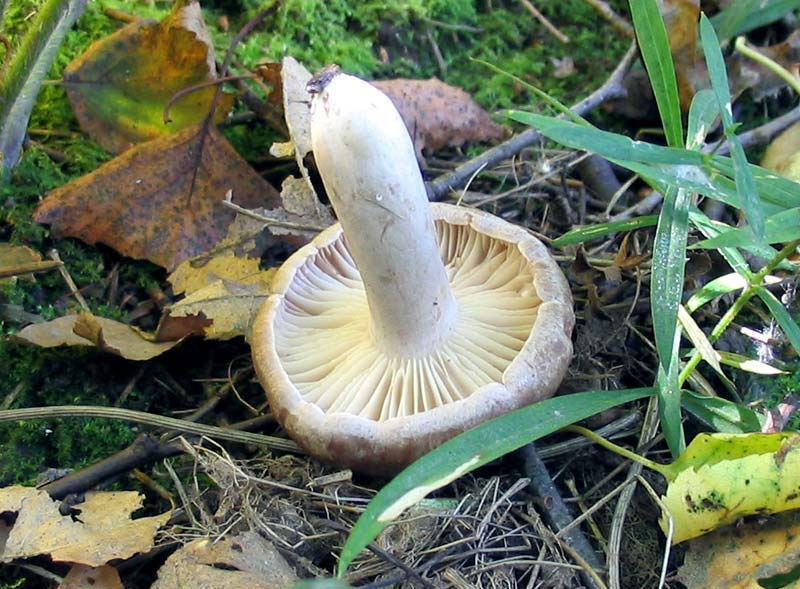
L. flexuosus tânăr, lamele și picior
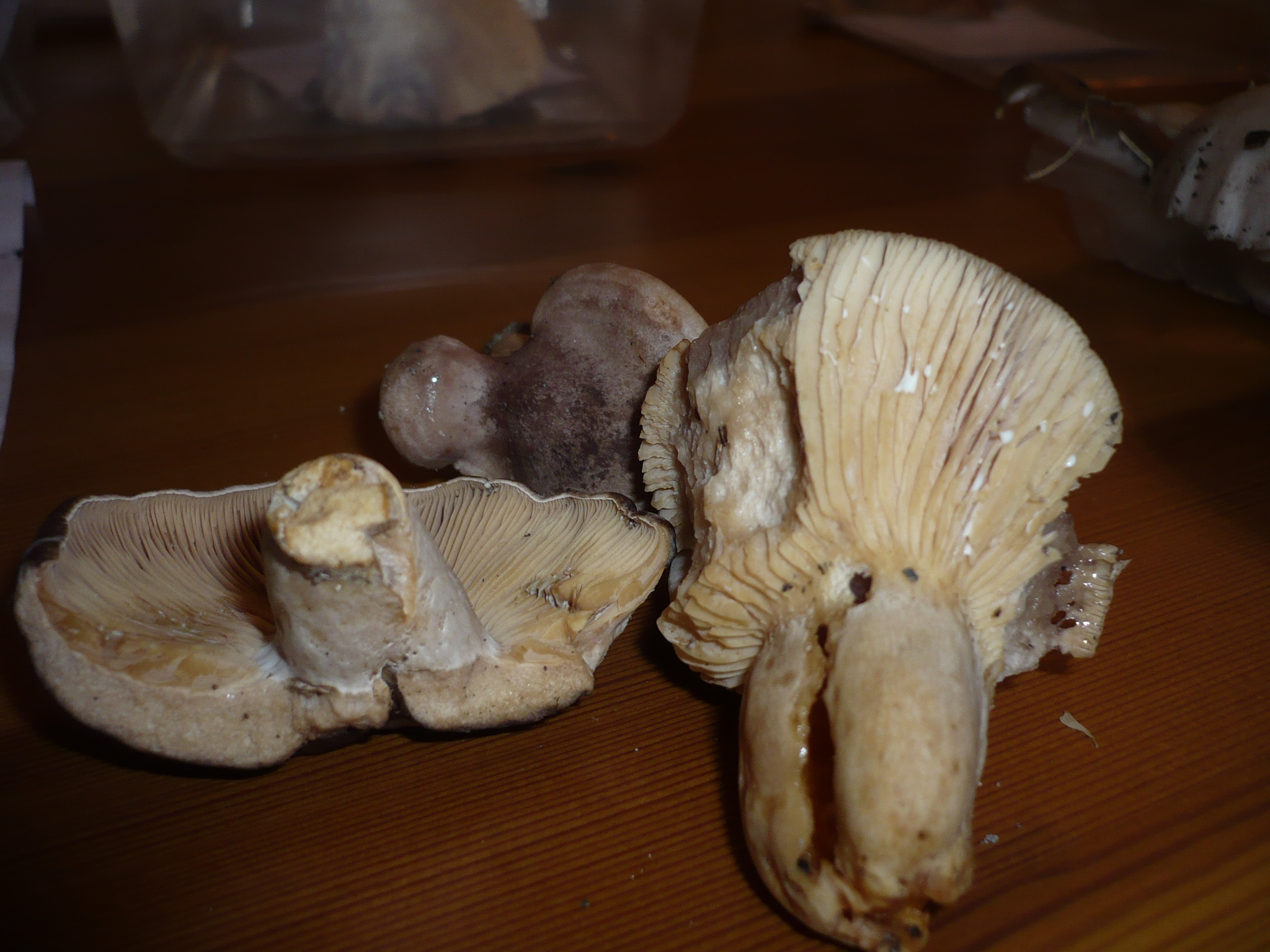
L. flexuosus bătrân, lamele și picior
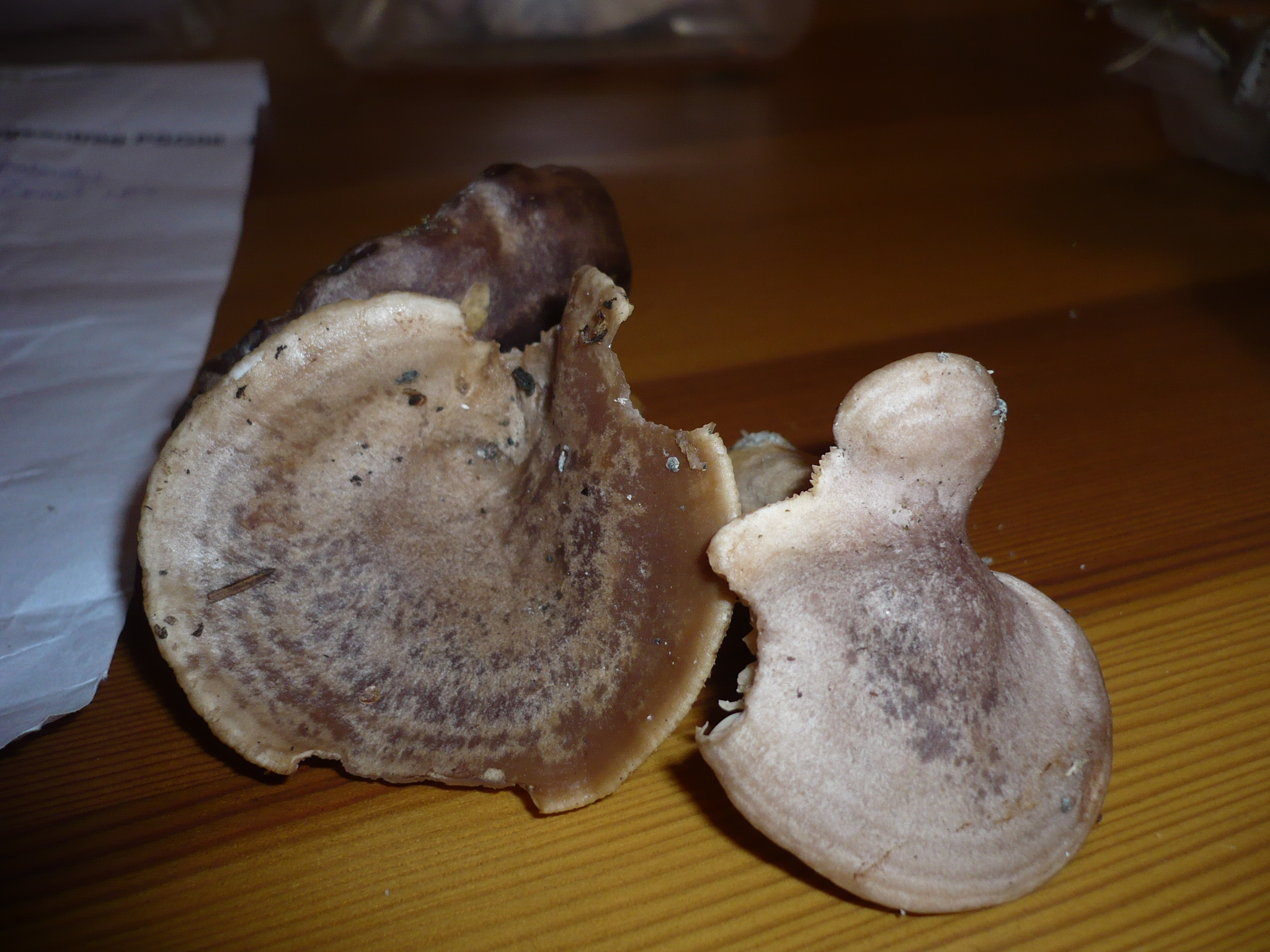
L. flexuosus de culori diferite

## Confuzii
Buretele poate fi confundat cu de exemplu: Lactarius acris (necomestibil), Lactarius blennius (necomestibil), Lactarius circellatus (necomestibil), Lactarius decipiens (necomestibil), Lactarius fluens (necomestibil), Lactarius glyciosmus (condiționat comestibil), Lactarius ilicis (necomestibil, trăiește în păduri de foioase mai călduroase, iute) + imagini: , Lactarius mammosus sin. Lactarius fuscus (necomestibil), Lactarius pallidus (necomestibil), Lactarius pyrogalus (necomestibil), Lactarius trivialis sin. Lactarius bertillonii var. queletii (necomestibil), sau Lactarius vietus (necomestibil). Mai departe, o confuzie ar fi posibilă chiar și cu ciupercile fără suc Russula aeruginea (comestibil), Russula grisea (comestibil) sau Russula versicolor (necomestibil, destul de iute, în primul rând lamelele tinere).

## Specii asemănătoare în imagini

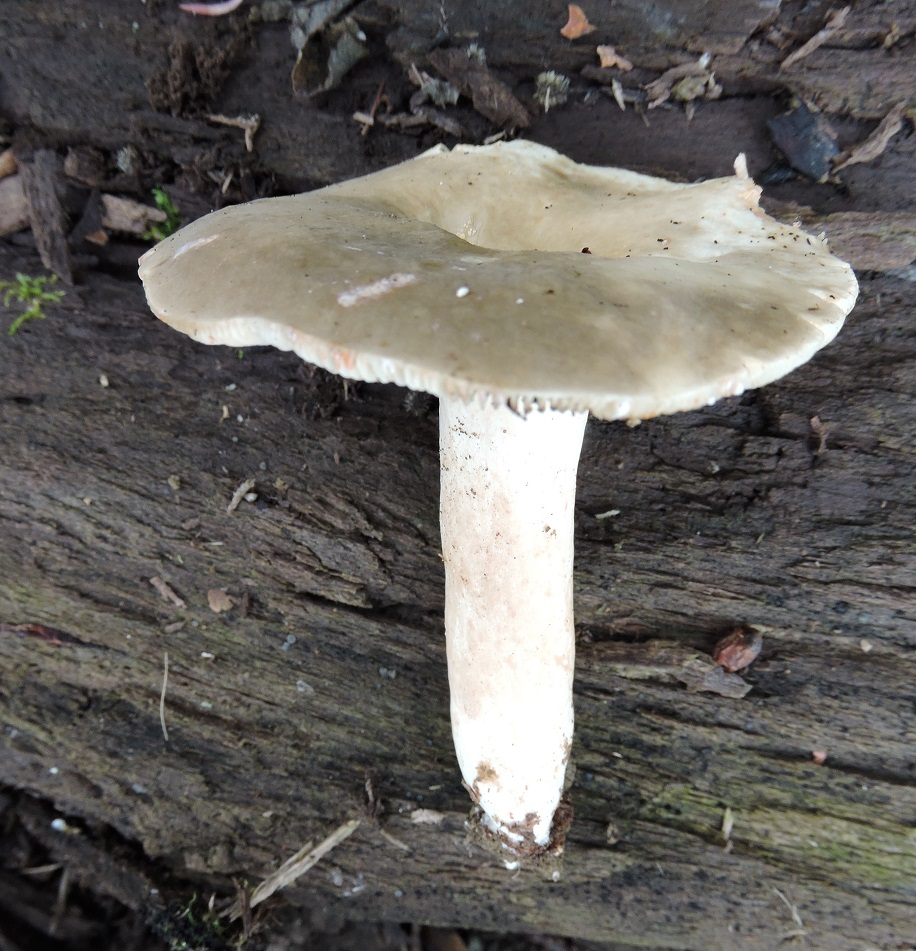
!Lactarius acris!
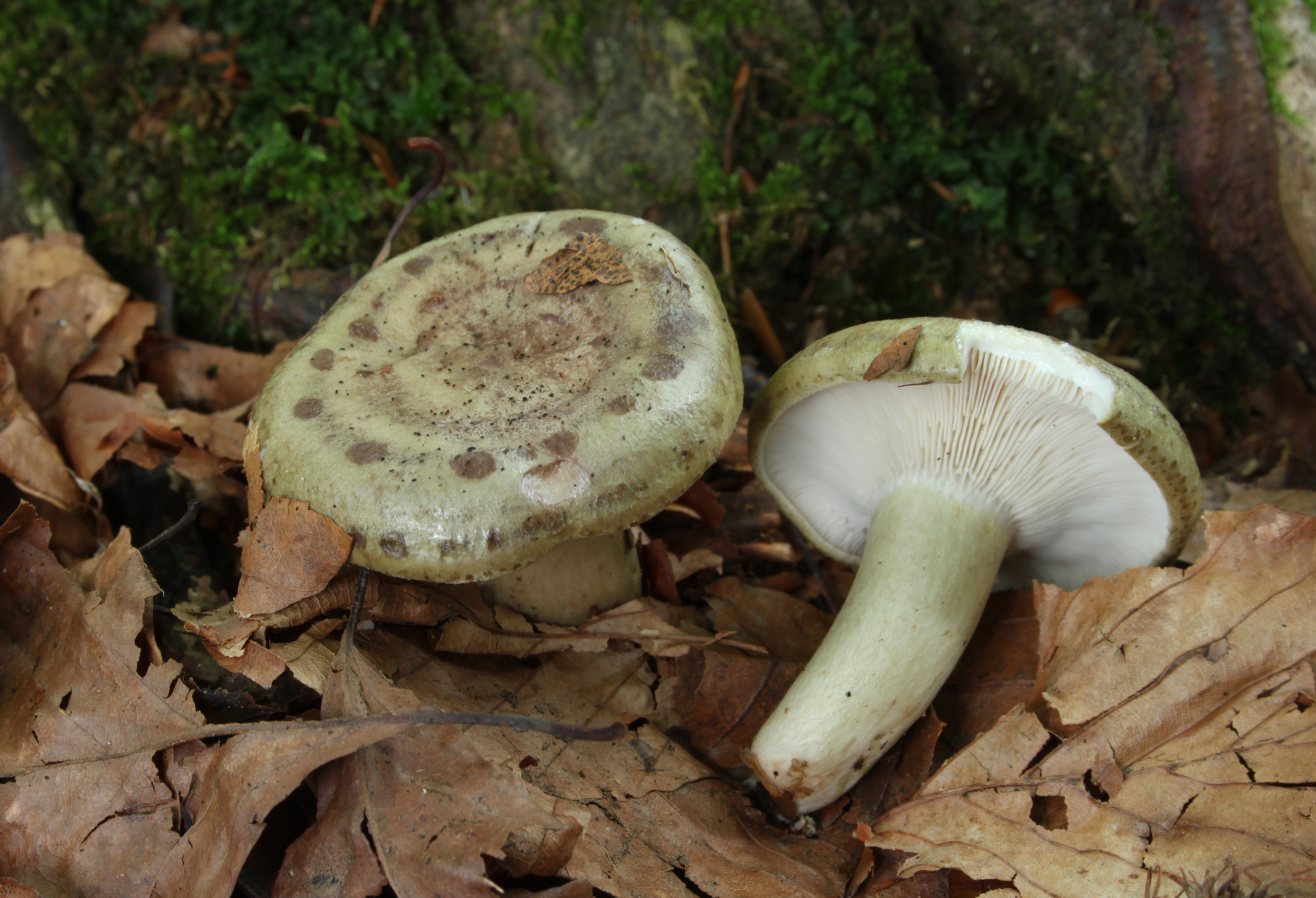
!Lactarius blennius!
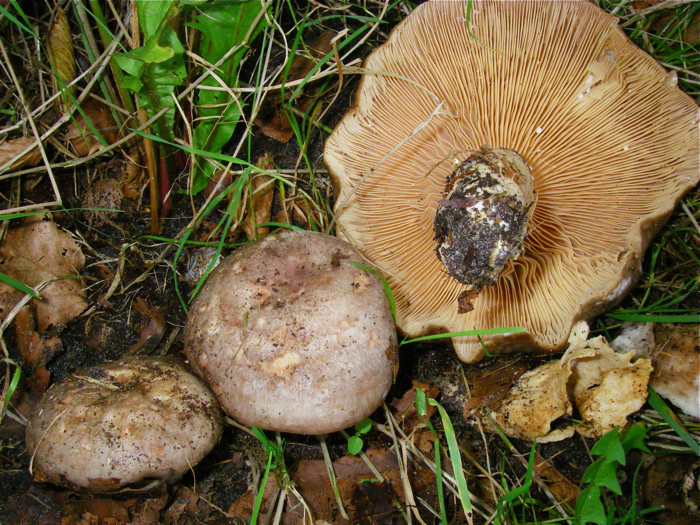
!Lactarius circellatus!
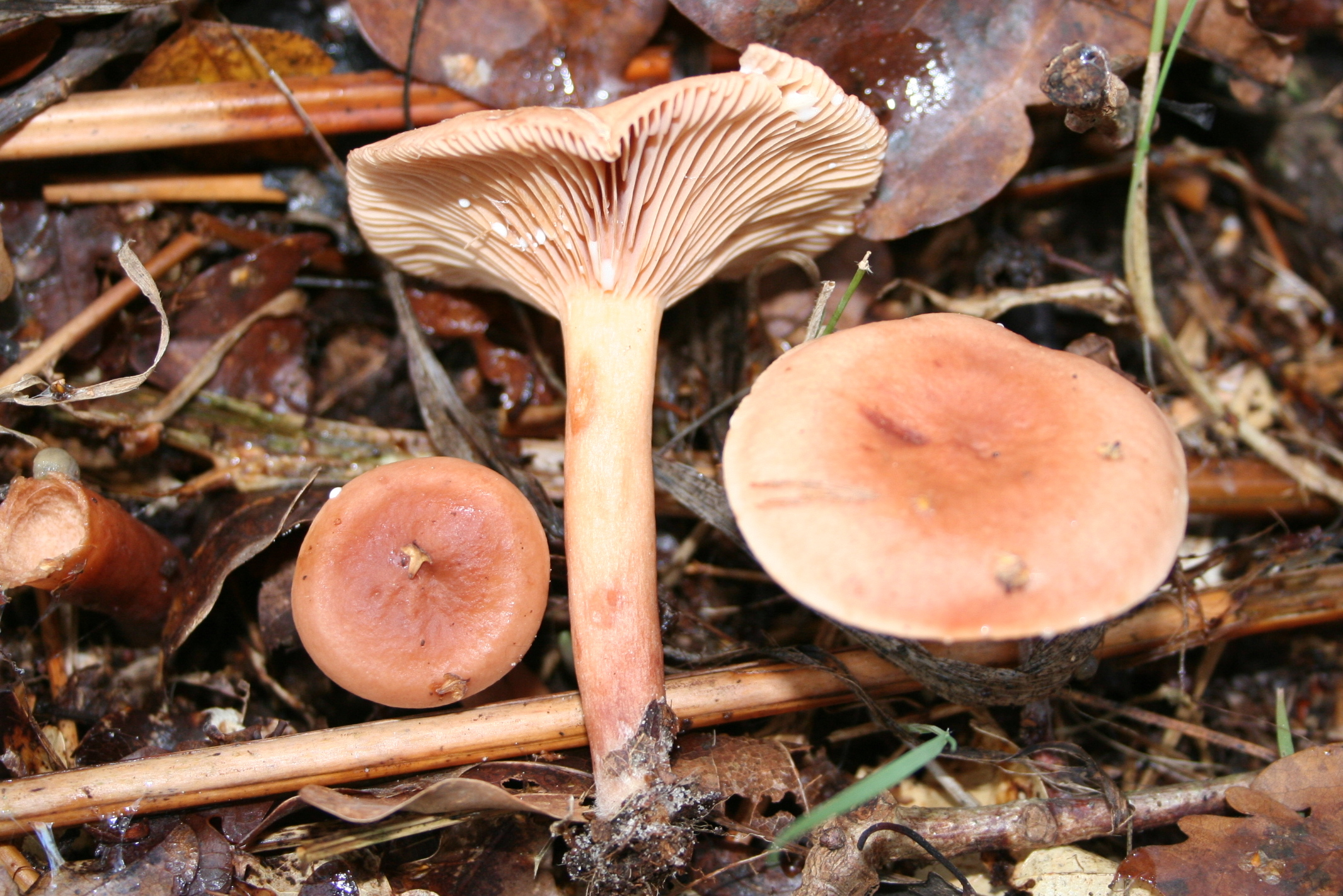
! Lactarius decipiens!
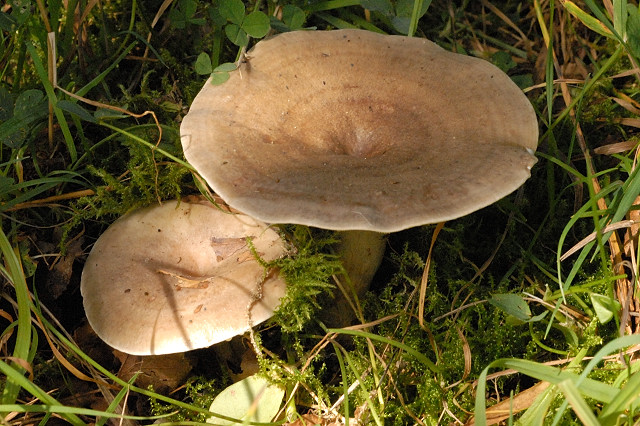
!Lactarius fluens!
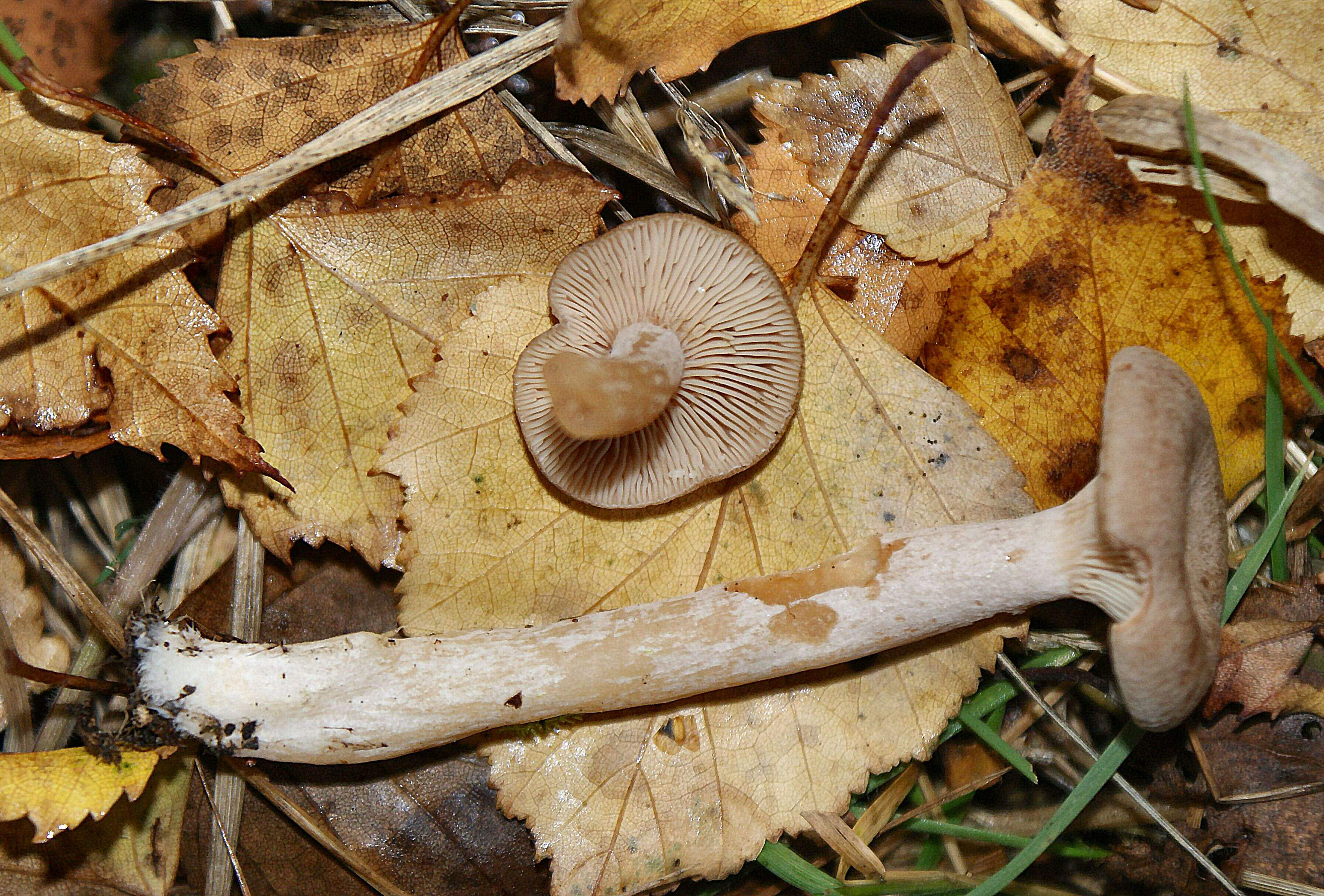
Lactarius glyciosmus
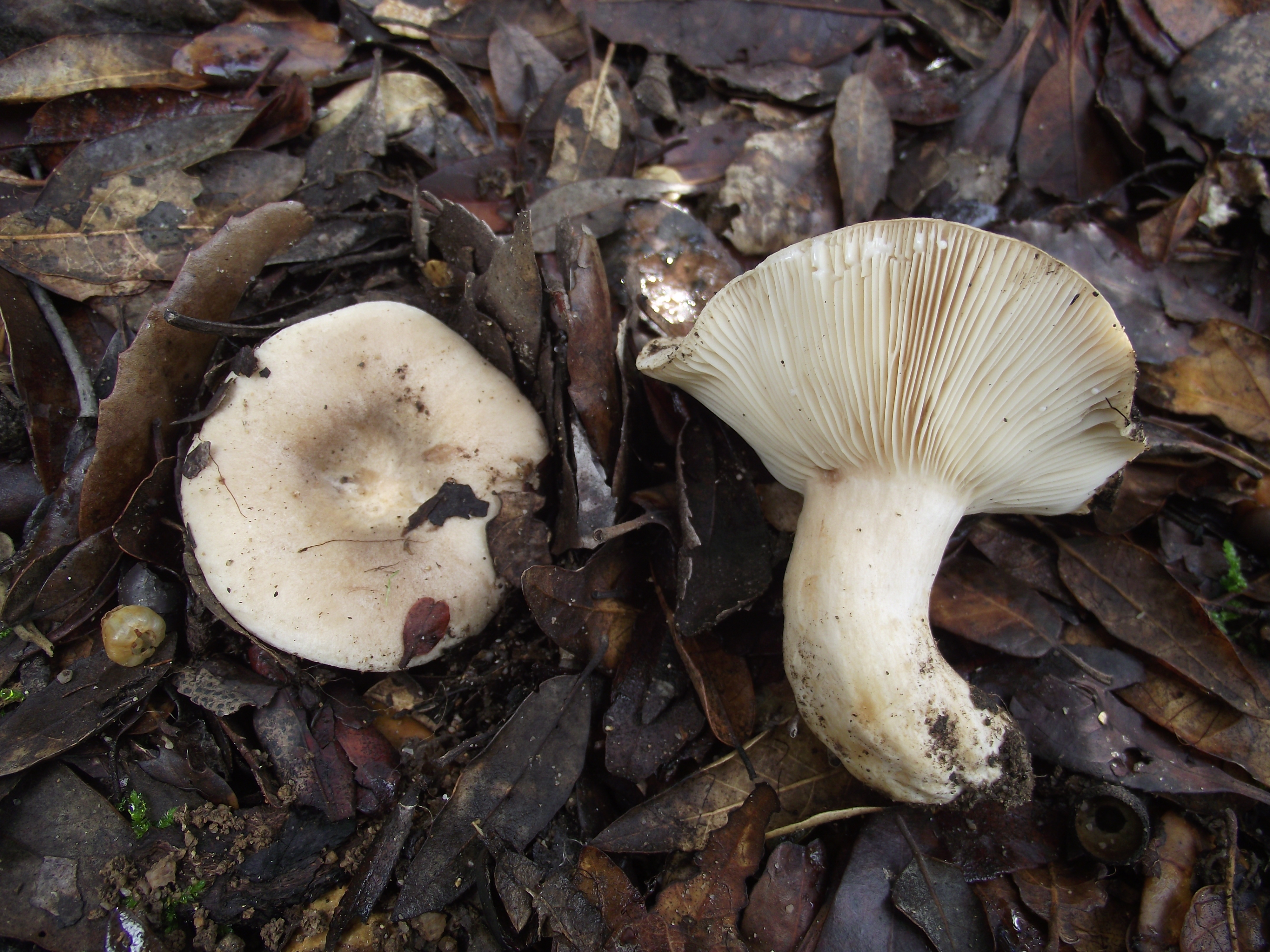
!Lactarius ilicis!
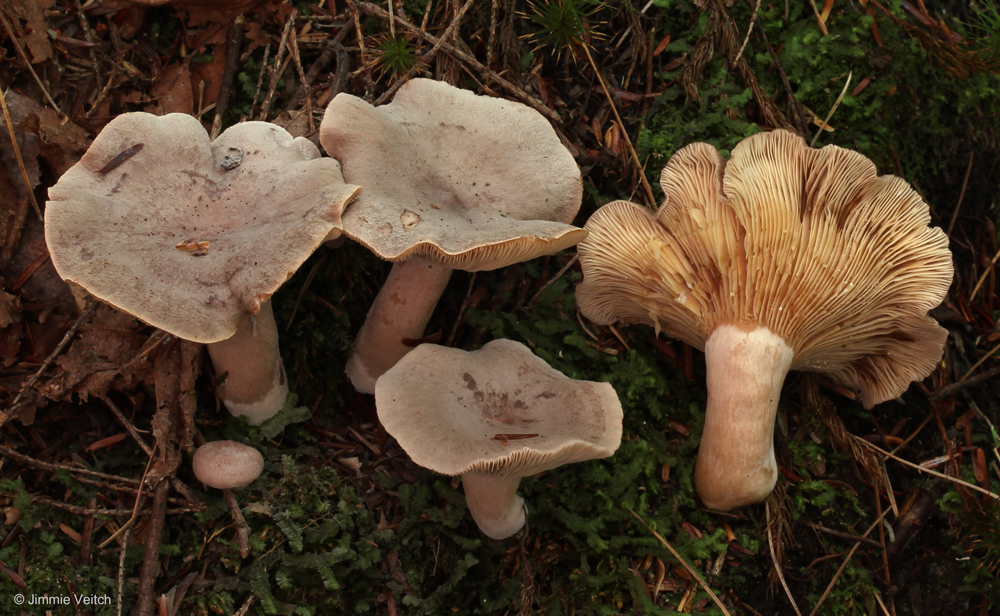
!Lactarius mammosus!

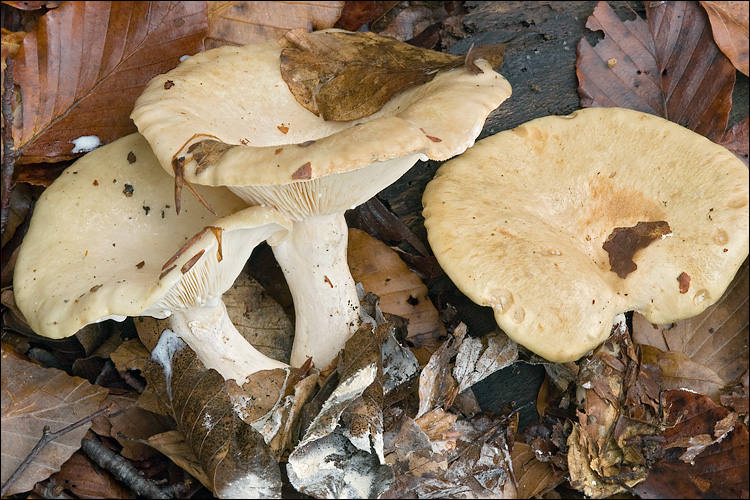
!Lactarius pallidus!
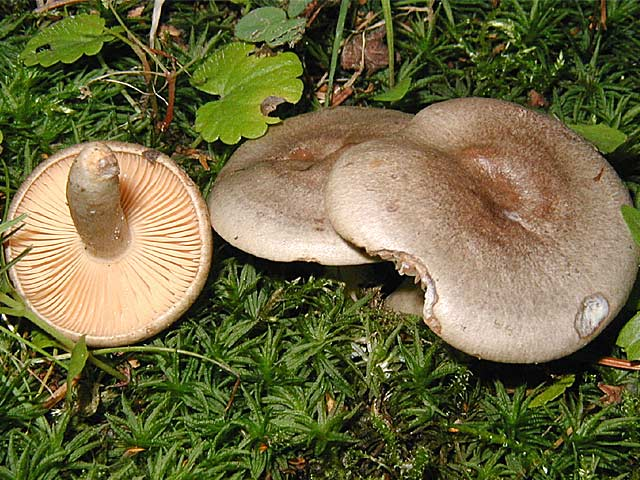
!Lactarius pyrogallus!
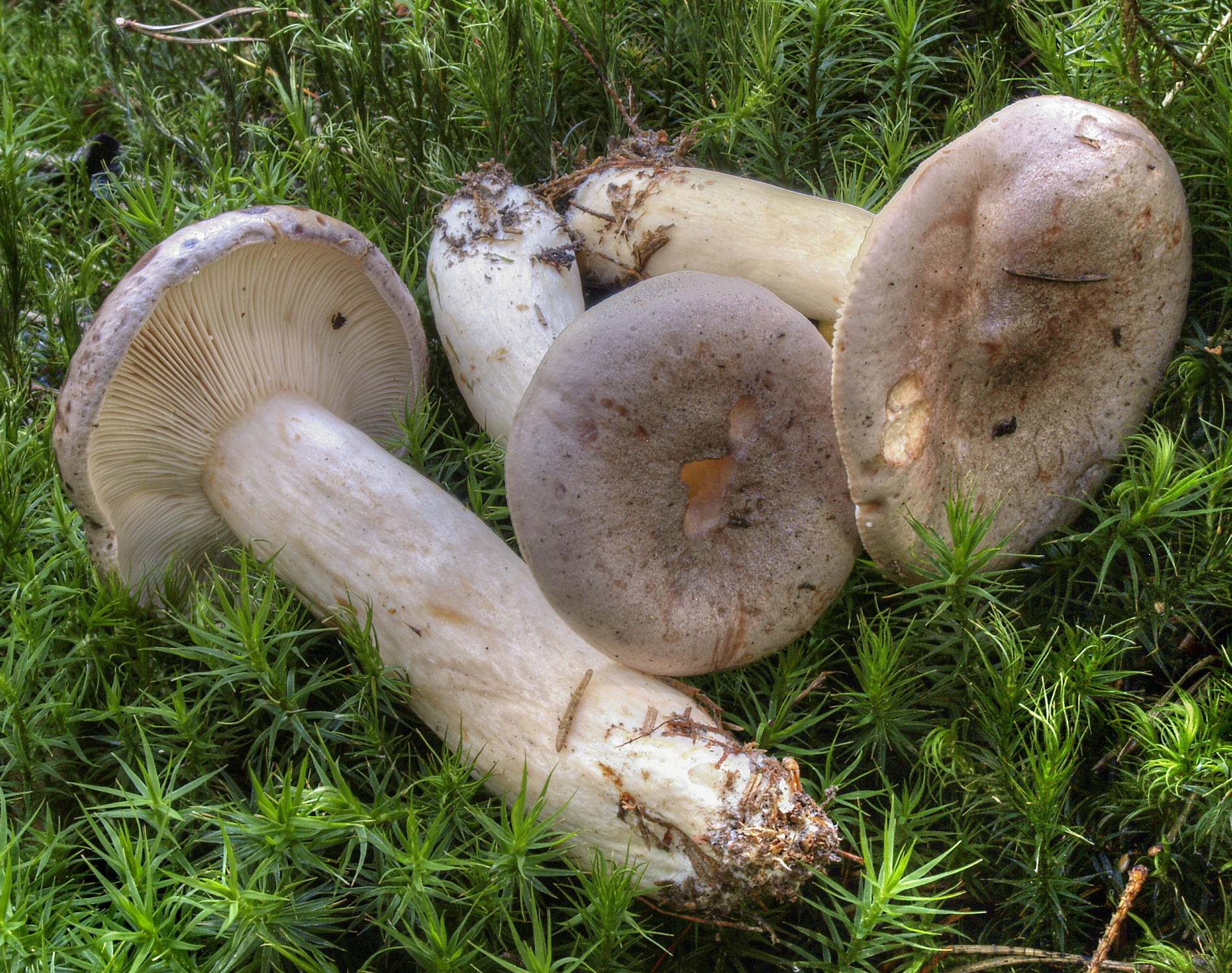
!Lactarius trivialis!
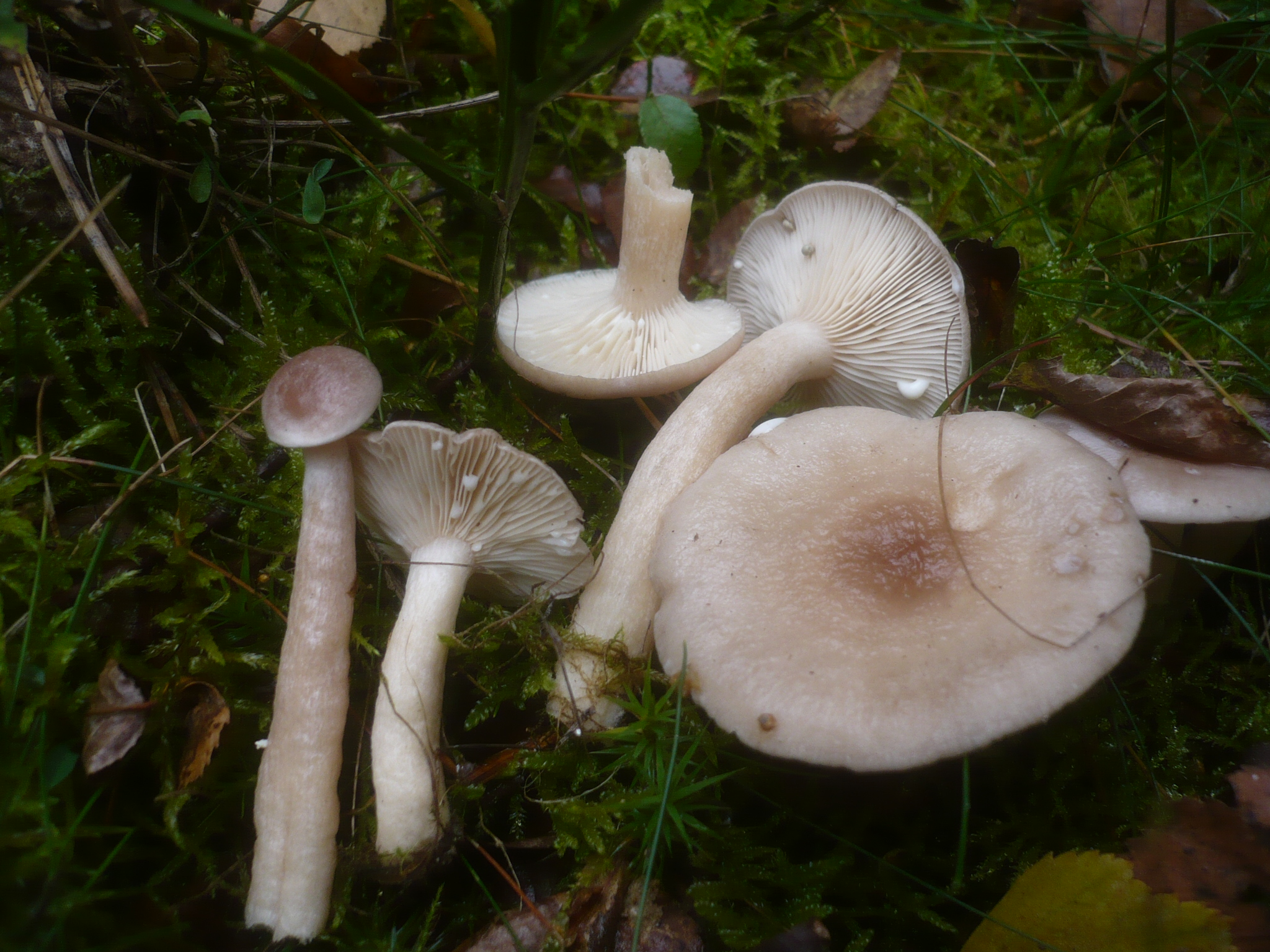
!Lactarius vietus!
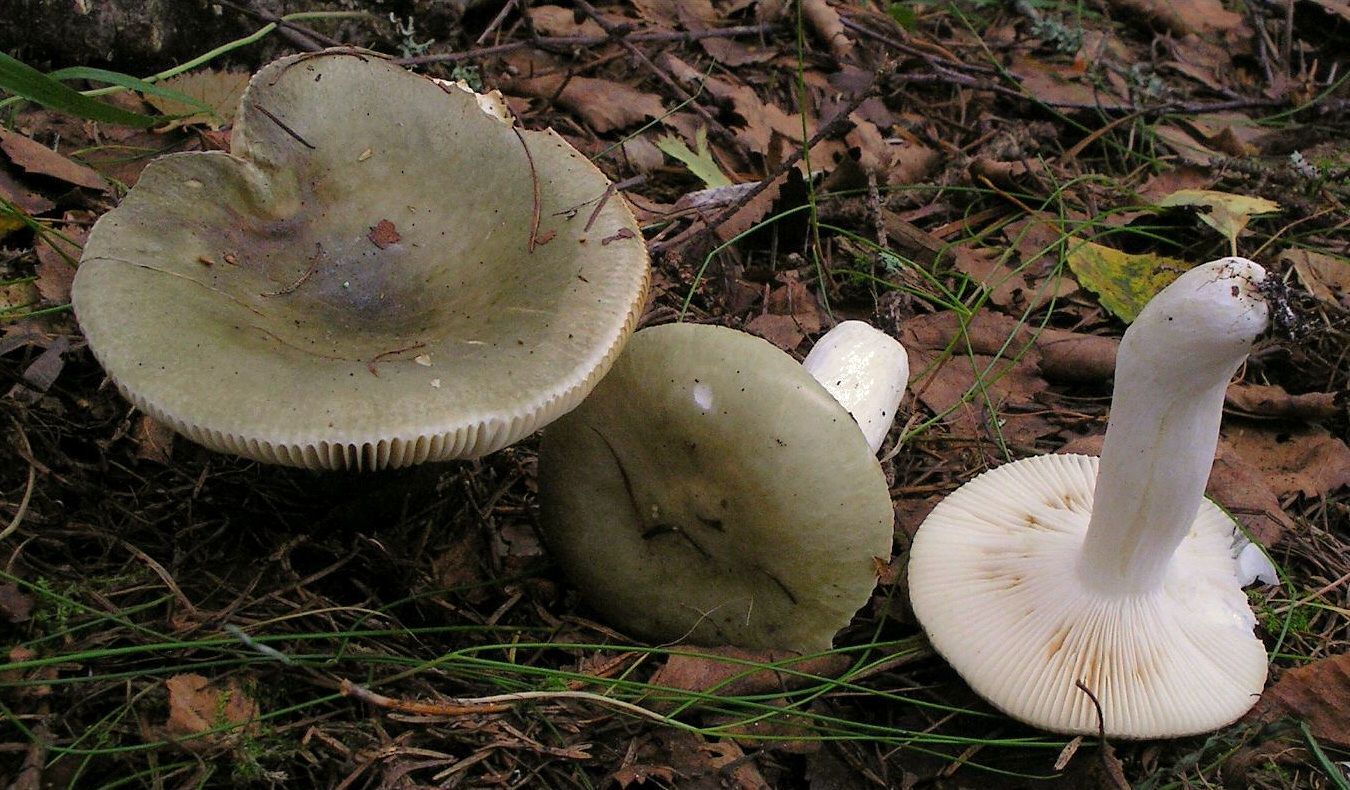
Russula aeruginea
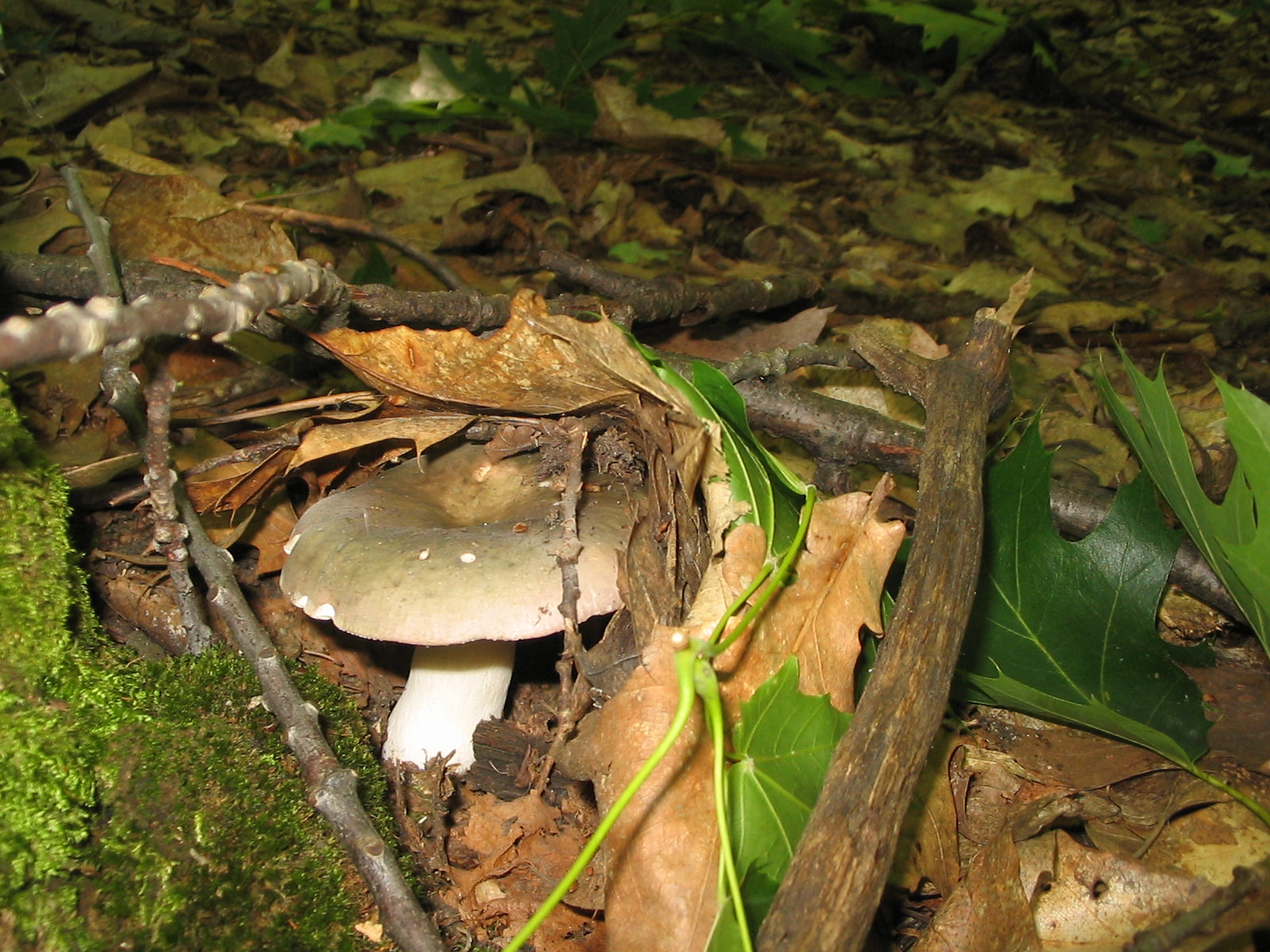
Russula grisea
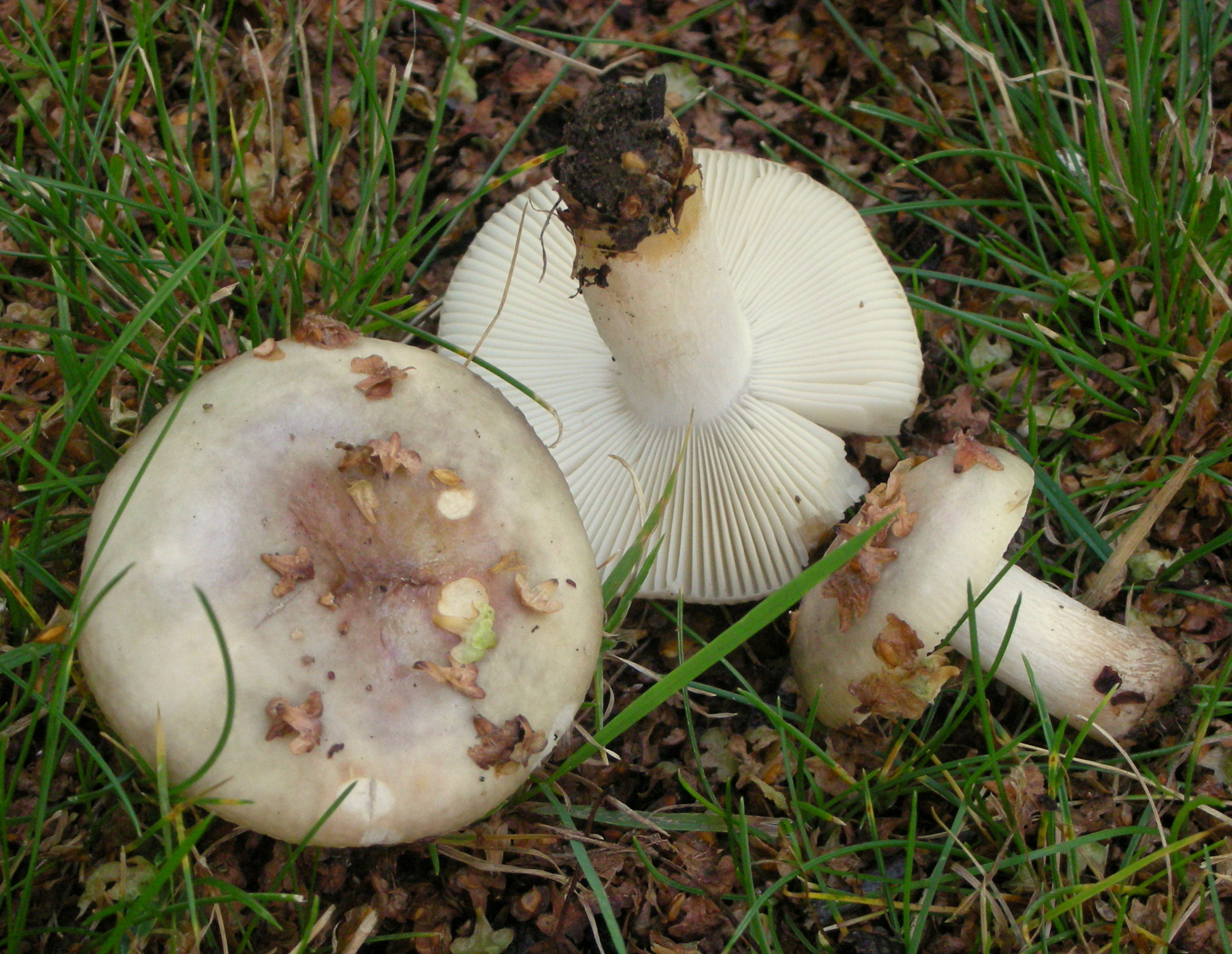
!Russula versicolor!

## Valorificare
Ciupercile acestui soi sunt necomestibile din cauza gustului care este din primul moment după o degustație extrem de iute. O probă nu se indică.